# Sergei Olegowitsch Sirotkin
Sergei Olegowitsch Sirotkin, auch Sergey Sirotkin (russisch Сергей Олегович Сироткин; * 27. August 1995 in Moskau), ist ein ehemaliger russischer Automobilrennfahrer. Er gewann 2011 die europäische Wertung der Formel Abarth. Er startete von 2012 bis 2014 in der Formel Renault 3.5. 2015 und 2016 fuhr er in der GP2-Serie. 2018 fuhr er für Williams in der Formel 1.

## Karriere
Sirotkin begann seine Motorsportkarriere 2008 im Kartsport, in dem er bis 2010 aktiv war. 2010 debütierte er zudem im Formelsport und stieg während der Saison für Jenzer Motorsport in die Formel Abarth ein. Er erzielte regelmäßig Punkte und wurde 18. in der Fahrerwertung. 2011 blieb Sirotkin zunächst bei Jenzer Motorsport in der Formel Abarth. Nach der ersten Saisonhälfte wechselte er innerhalb der Serie zu Euronova Racing by Fortec. Er gewann fünf Rennen. In der europäischen Wertung setzte er sich mit zehn Podest-Platzierungen und 175 Punkten gegen Patric Niederhauser, der 138 Punkte erzielt hatte, durch. In der italienischen Wertung stand er neunmal auf dem Podest. In dieser Wertung unterlag er mit 136 zu 149 Punkten Niederhauser und wurde Vizemeister.
2012 ging Sirotkin sowohl in der Auto GP World Series, als auch in der italienischen Formel-3-Meisterschaft für Euronova Racing an den Start. In der Auto GP World Series erzielte er in den ersten vier Rennen die schnellste Rennrunde. Im zweiten Rennen verbesserte er sich vom 14. Platz startend auf den vierten Platz. Beim zweiten Rennwochenende in Valencia gewann Sirotkin das erste Rennen und erreichte den dritten Platz beim zweiten Lauf. Mit insgesamt neun Podest-Platzierungen und zwei Siegen wurde er Gesamtdritter. In der italienischen Formel-3-Meisterschaft lag er mit zwei Siegen auf dem fünften Rang in der Fahrerwertung. Da die Auto GP World Series und die italienische Formel-3-Meisterschaft an zwei Wochenenden ihre Läufe parallel austrugen, nahm Sirotkin an diesen Wochenenden an je fünf Rennen teil. Außerdem trat Sirotkin zu einer Veranstaltung der Formel Renault 3.5 für BVM Target an.

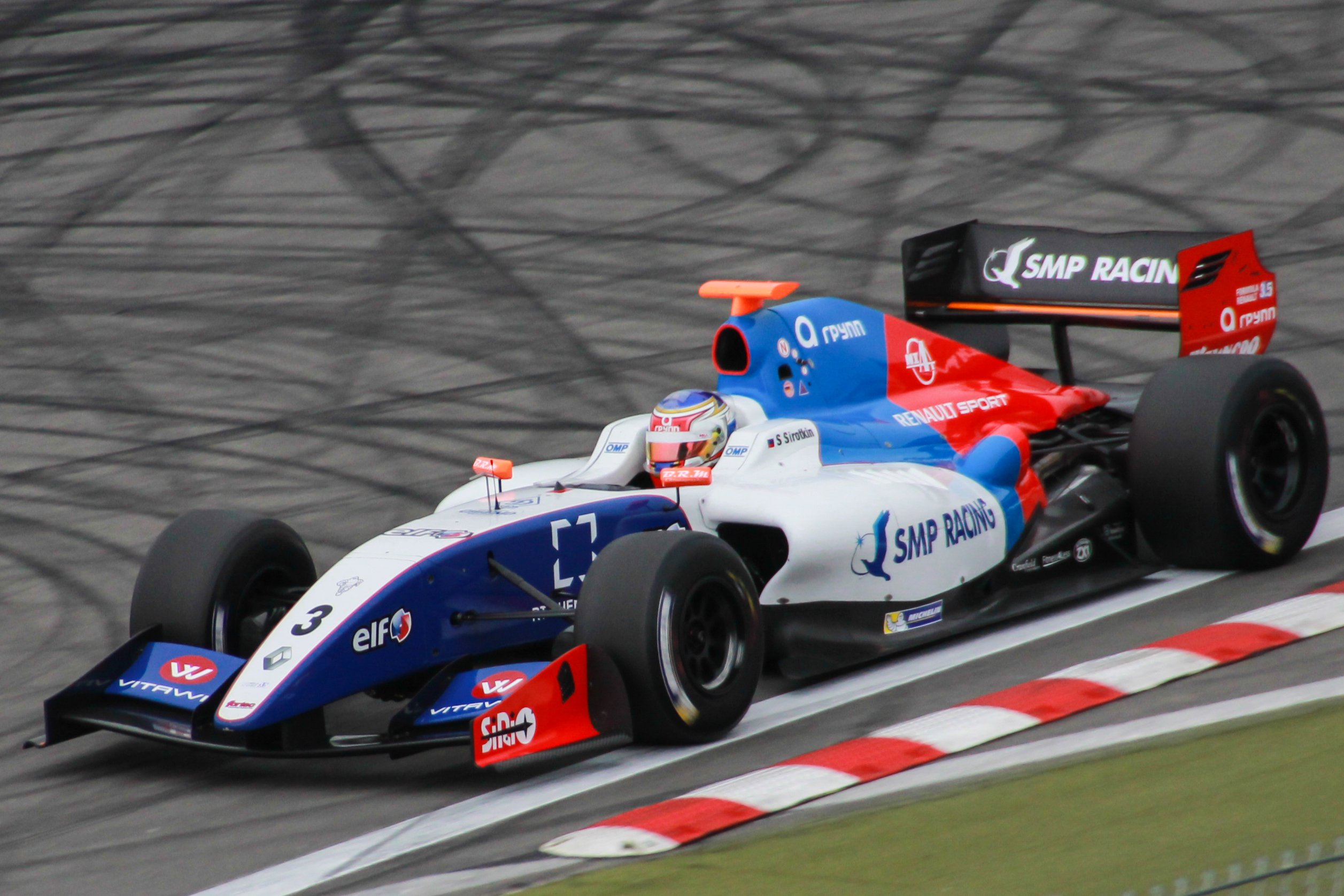
Sergei Sirotkin beim ersten Rennen der Formel Renault 3.5 auf dem Nürburgring 2014

2013 wechselte Sirotkin vollständig in die Formel Renault 3.5. Er erhielt ein Cockpit bei ISR Racing. Bereits beim vierten Rennen im Motorland Aragón stand er als Zweiter auf dem Podest. Im weiteren Saisonverlauf erreichte er mit einem dritten Platz eine weitere Podest-Platzierung. Sirotkin schloss die Saison auf dem neunten Rang ab. Mit 61 zu 25 Punkten setzte er sich teamintern gegen Christopher Zanella durch.
2014 wechselte Sirotkin innerhalb der Formel Renault 3.5 zu Fortec Motorsport. In Wolokolamsk gelang ihm sein erster Sieg. Intern unterlag er Oliver Rowland mit 132 zu 181 Punkte und wurde Fünfter in der Fahrerwertung. Darüber hinaus übernahm Sirotkin 2014 für Sauber in der Formel 1 die Rolle des Test- und Ersatzfahrers. In dieser Funktion nahm er am ersten freien Training beim Großen Preis von Russland teil.
2015 trat Sirotkin für Rapax in der GP2-Serie an. Beim Sprintrennen in Monte Carlo erzielte er mit Platz drei seine erste Podest-Platzierung. Im Hauptrennen von Silverstone gelang ihm der erste Sieg. Sirotkin stand insgesamt fünfmal auf dem Podium und beendete die Saison auf dem dritten Gesamtrang.
2016 wechselte Sirotkin innerhalb der GP2-Serie zu ART Grand Prix, dem Meisterteam des Vorjahres. In Mogyoród und Hockenheim gewann er je ein Rennen. In der Meisterschaft erreichte er wie im Vorjahr den dritten Platz im Gesamtklassement.
2017 vertrat er den verletzten ART Grand Prix Fahrer Alexander Albon im Rennwochenende in Baku.
Für die Formel-1-Weltmeisterschaft 2018 erhielt Sirotkin ein Cockpit bei Williams. Er wählte als seine permanente Startnummer die #35. Bei seinem Debütrennen schied er aus. Am Saisonende belegte er mit einem WM-Punkt den 20. und damit letzten Gesamtrang. Für die Formel-1-Weltmeisterschaft 2019 erhielt er kein Cockpit als Stammpilot mehr, wurde jedoch offizieller Ersatzfahrer bei Renault. Auch 2020 übernimmt Sirotkin die Rolle als Ersatzfahrer bei Renault.

## Sonstiges
Sirotkin wurde vom russischen Unternehmen Lukoil gefördert.

## Statistik

### Karrierestationen
| - 2008–2010: Kartsport - 2010: Formel Abarth (Platz 18) - 2011: Formel Abarth, europäisch (Meister) - 2011: Formel Abarth, italienisch (Platz 2) - 2012: Auto GP (Platz 3) | - 2012: Italienische Formel 3 (Platz 5) - 2012: Formel Renault 3.5 (Platz 35) - 2013: Formel Renault 3.5 (Platz 9) - 2014: Formel Renault 3.5 (Platz 5) - 2014: Formel 1 (Testfahrer) | - 2015: GP2-Serie (Platz 3) - 2016: GP2-Serie (Platz 3) - 2018: Formel 1 (Platz 20) - 2019: Formel 1 (Testfahrer) |

### Einzelergebnisse in der Formel Renault 3.5
| Jahr | Team              | 1   | 2   | 3   | 4   | 5   | 6   | 7   | 8   | 9   | 10  | 11  | 12  | 13  | 14  | 15  | 16  | 17  | Punkte | Rang |
| ---- | ----------------- | --- | --- | --- | --- | --- | --- | --- | --- | --- | --- | --- | --- | --- | --- | --- | --- | --- | ------ | ---- |
| 2012 | BVM Target        | ALC | ALC | MON | SPA | SPA | NÜR | NÜR | MOS | MOS | SIL | SIL | HUN | HUN | LEC | LEC | CAT | CAT | 0      | 35.  |
| 2012 | BVM Target        |     |     |     |     |     |     |     | 20  | DNF |     |     |     |     |     |     |     |     | 0      | 35.  |
| 2013 | ISR               | MNZ | MNZ | ALC | ALC | MON | SPA | SPA | MOS | MOS | SPI | SPI | HUN | HUN | LEC | LEC | CAT | CAT | 61     | 9.   |
| 2013 | ISR               | DNF | 19* | 4   | 2   | DNF | 18  | 8   | DNF | 11  | DNF | 4   | 3   | 12  | DNA | DNF | DNF | DNF | 61     | 9.   |
| 2014 | Fortec Motorsport | MNZ | MNZ | ALC | ALC | MON | SPA | SPA | MOS | MOS | NÜR | NÜR | HUN | HUN | LEC | LEC | JRZ | JRZ | 132    | 5.   |
| 2014 | Fortec Motorsport | 7   | 3   | 8   | DNF | DNF | DNF | DNF | 1   | 4   | 3   | 4   | 14  | DNF | 4   | 7   | 3   | 5   | 132    | 5.   |

### Einzelergebnisse in der GP2-Serie / FIA-Formel-2-Meisterschaft
| Jahr | Team           | 1   | 2   | 3   | 4   | 5   | 6   | 7   | 8   | 9   | 10  | 11  | 12  | 13  | 14  | 15  | 16  | 17  | 18  | 19  | 20  | 21  | 22  | Punkte | Rang |
| ---- | -------------- | --- | --- | --- | --- | --- | --- | --- | --- | --- | --- | --- | --- | --- | --- | --- | --- | --- | --- | --- | --- | --- | --- | ------ | ---- |
| 2015 | Rapax          | BRN | BRN | ESP | ESP | MON | MON | AUT | AUT | GBR | GBR | HUN | HUN | BEL | BEL | ITA | ITA | RUS | RUS | BRN | BRN | UAE | UAE | 139    | 3.   |
| 2015 | Rapax          | 12  | 14  | 16  | 10  | 5   | 3   | 2   | 4   | 1   | 8   | 3   | 3   | 9   | 6   | DNF | 5   | 4   | 21  | 5   | 4   | 13  | C   | 139    | 3.   |
| 2016 | ART Grand Prix | ESP | ESP | MON | MON | AZE | AZE | AUT | AUT | GBR | GBR | HUN | HUN | GER | GER | BEL | BEL | ITA | ITA | MAS | MAS | UAE | UAE | 159    | 3.   |
| 2016 | ART Grand Prix | DNF | 11  | DNF | DNF | 2   | 3   | 12  | 6   | 18  | 21  | 3   | 1   | 1   | 2   | 9   | 15  | 14  | DNF | 2   | NC  | 4   | 3   | 159    | 3.   |
| 2017 | ART Grand Prix | BRN | BRN | ESP | ESP | MON | MON | AZE | AZE | AUT | AUT | GBR | GBR | HUN | HUN | BEL | BEL | ITA | ITA | ESP | ESP | UAE | UAE | 9      | 20.  |
| 2017 | ART Grand Prix |     |     |     |     |     |     | 10  | 4   |     |     |     |     |     |     |     |     |     |     |     |     | –   | –   | 9      | 20.  |

### Statistik in der Formel-1-Weltmeisterschaft
Diese Statistik umfasst alle Teilnahmen des Fahrers an der Formel-1-Weltmeisterschaft.

#### Gesamtübersicht
Stand: Saisonende 2018
| Saison | Team                    | Chassis       | Motor                 | Rennen | Siege | Zweiter | Dritter | Poles | schn. Rennrunden | Punkte | WM-Pos. |
| ------ | ----------------------- | ------------- | --------------------- | ------ | ----- | ------- | ------- | ----- | ---------------- | ------ | ------- |
| 2018   | Williams Martini Racing | Williams FW41 | Mercedes 1.6 V6 Turbo | 21     | −     | −       | −       | −     | −                | 1      | 20.     |
| Gesamt | Gesamt                  | Gesamt        | Gesamt                | 21     | –     | –       | –       | –     | –                | 1      |         |

#### Einzelergebnisse
| Saison | 1  | 2  | 3   | 4  | 5  | 6  | 7  | 8  | 9  | 10  | 11 | 12 | 13 | 14 | 15 | 16 | 17 | 18 | 19 | 20 | 21 |
| ------ | -- | -- | --- | -- | -- | -- | -- | -- | -- | --- | -- | -- | -- | -- | -- | -- | -- | -- | -- | -- | -- |
| 2018   |    |    |     |    |    |    |    |    |    |     |    |    |    |    |    |    |    |    |    |    |    |
| DNF    | 15 | 15 | DNF | 14 | 16 | 17 | 15 | 14 | 14 | DNF | 16 | 12 | 10 | 19 | 18 | 16 | 13 | 13 | 16 | 15 |    |

| Legende  | Legende            | Legende                                                          |
| Farbe    | Abkürzung          | Bedeutung                                                        |
| -------- | ------------------ | ---------------------------------------------------------------- |
| Gold     | –                  | Sieg                                                             |
| Silber   | –                  | 2. Platz                                                         |
| Bronze   | –                  | 3. Platz                                                         |
| Grün     | –                  | Platzierung in den Punkten                                       |
| Blau     | –                  | Klassifiziert außerhalb der Punkteränge                          |
| Violett  | DNF                | Rennen nicht beendet (did not finish)                            |
| Violett  | NC                 | nicht klassifiziert (not classified)                             |
| Rot      | DNQ                | nicht qualifiziert (did not qualify)                             |
| Rot      | DNPQ               | in Vorqualifikation gescheitert (did not pre-qualify)            |
| Schwarz  | DSQ                | disqualifiziert (disqualified)                                   |
| Weiß     | DNS                | nicht am Start (did not start)                                   |
| Weiß     | WD                 | zurückgezogen (withdrawn)                                        |
| Hellblau | PO                 | nur am Training teilgenommen (practiced only)                    |
| Hellblau | TD                 | Freitags-Testfahrer (test driver)                                |
| ohne     | DNP                | nicht am Training teilgenommen (did not practice)                |
| ohne     | INJ                | verletzt oder krank (injured)                                    |
| ohne     | EX                 | ausgeschlossen (excluded)                                        |
| ohne     | DNA                | nicht erschienen (did not arrive)                                |
| ohne     | C                  | Rennen abgesagt (cancelled)                                      |
| ohne     | keine WM-Teilnahme |                                                                  |
| sonstige | P/fett             | Pole-Position                                                    |
| sonstige | 1/2/3/4/5/6/7/8    | Punktplatzierung im Sprint-/Qualifikationsrennen                 |
| sonstige | SR/kursiv          | Schnellste Rennrunde                                             |
| sonstige | *                  | nicht im Ziel, aufgrund der zurückgelegten Distanz aber gewertet |
| sonstige | ()                 | Streichresultate                                                 |
| sonstige | unterstrichen      | Führender in der Gesamtwertung                                   |

### Le-Mans-Ergebnisse
| Jahr | Team       | Fahrzeug           | Teamkollege       | Teamkollege       | Platzierung | Ausfallgrund |
| ---- | ---------- | ------------------ | ----------------- | ----------------- | ----------- | ------------ |
| 2017 | SMP Racing | Dallara P217       | Michail Aljoschin | Wiktor Schaitar   | Rang 33     |              |
| 2019 | SMP Racing | BR Engineering BR1 | Jegor Orudschew   | Stéphane Sarrazin | Ausfall     | Unfall       |

### Einzelergebnisse in der FIA-Langstrecken-Weltmeisterschaft
| Saison  | Team       | Rennwagen          | 1   | 2   | 3   | 4   | 5   | 6   | 7   | 8   | 9   |
| ------- | ---------- | ------------------ | --- | --- | --- | --- | --- | --- | --- | --- | --- |
| 2017    | SMP Racing | Dallara P217       | SIL | SPA | LEM | NÜR | MEX | AUS | FUJ | SHA | BAH |
| 2017    | SMP Racing | Dallara P217       | 33  |     |     |     |     |     |     |     |     |
| 2018/19 | SMP Racing | BR Engineering BR1 | SPA | LEM | SIL | FUJ | SHA | SEB | SPA | LEM |     |
| 2018/19 | SMP Racing | BR Engineering BR1 |     |     |     |     |     | DNF | 4   | DNF |     |